# Illice leuconotum
Illice leuconotum là một loài bướm đêm thuộc phân họ Arctiinae, họ Erebidae.